# Dysphania niepelti
Dysphania niepelti är en fjärilsart som beskrevs av Embrik Strand 1911. Dysphania niepelti ingår i släktet Dysphania och familjen mätare. Inga underarter finns listade i Catalogue of Life.